# Belisana yap
Belisana yap là một loài nhện trong họ Pholcidae. Loài này được phát hiện ở Carolinen.